# دونا ماثيوز
دونا ماثيوز (بالإنجليزية: Donna Matthews)‏ هي عازفة قيثارة بريطانية، ولدت في 2 ديسمبر 1971.

## وصلات خارجية
- دونا ماثيوز على موقع IMDb (الإنجليزية)
- دونا ماثيوز على موقع ميوزك برينز (الإنجليزية)
- دونا ماثيوز على موقع أول ميوزيك (الإنجليزية)
- دونا ماثيوز على موقع ديسكوغز (الإنجليزية)